# Focus stacking

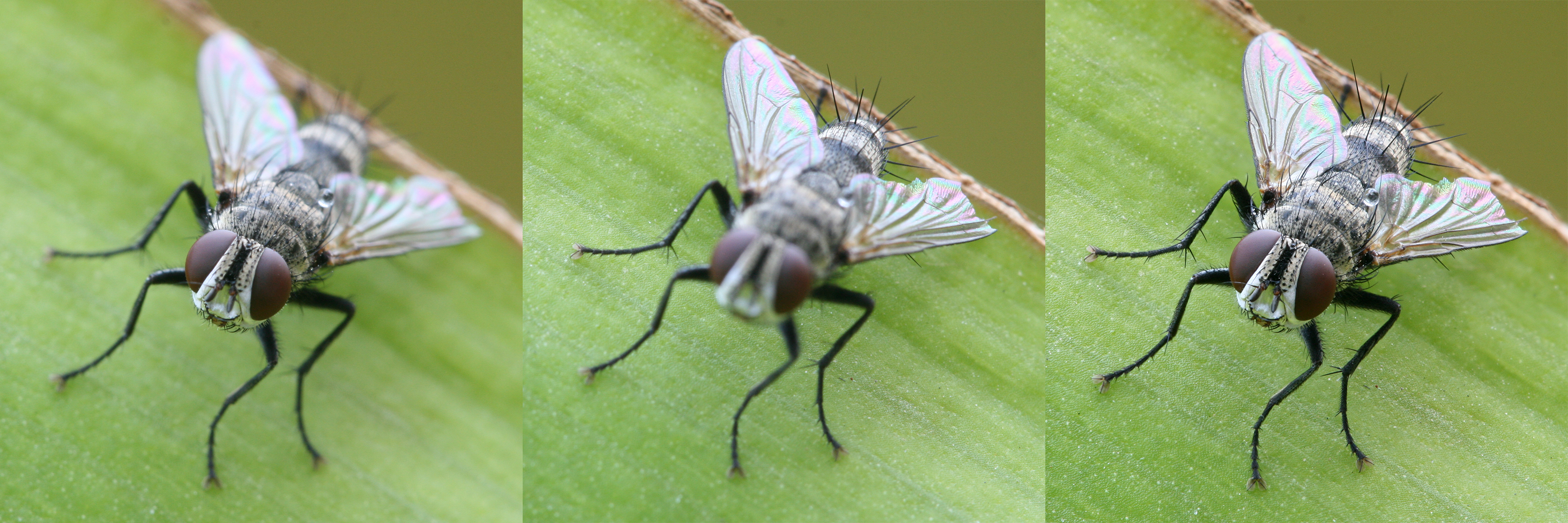
De eerste twee foto's tonen de scherptediepte van een enkelvoudige foto met diafragma op f/10. De derde foto toont het samengevoegde resultaat van 6 opnamen.

Focus stacking is een techniek die bij macrofotografie gebruikt kan worden, om een grotere scherptediepte te verkrijgen. Bij deze techniek worden verschillende foto's softwarematig samengevoegd naar één nieuwe foto.
Behalve bij macrofotografie kan deze techniek ook gebruikt worden bij ieder andere vorm waarbij een grote scherptediepte nodig is. Een voordeel is dat de onderwerpen die scherp moeten zijn, scherp kunnen worden terwijl de achtergrond onscherp blijft door de kleine scherptediepte. 

## Techniek
Eerst moeten verschillende opnamen gemaakt worden met waarbij het scherptepunt langzaam opschuift. Niet een foto heeft het hele onderwerp scherp, maar bij elkaar is het hele onderwerp ergens scherp. Softwarematig wordt de techniek 'edge detection' (rand detectie) of Fourier analyse gebruikt om de scherpste delen per opname te selecteren. Eventueel kan hier een handmatige correctie op gebeuren. Alle scherpe delen worden dan samengevoegd naar het nieuwe resultaat.

## Hulpmiddelen
In gecontroleerde omgevingen wordt er vaak gebruik gemaakt van een 'Macro Rail' om de camera en lens kleine stukjes naar voor of naar achteren te kunnen verplaatsen om het scherpstel-vlak te kunnen kiezen. 

### Software
Software waarmee de foto's samengevoegd kunnen worden is (bijvoorbeeld)
- Adobe Photoshop
- Helicon
- Combine Z
- Zerene Stacker